# Vittorio Boschet
Vittorino Boschet (Feltre, 3 gennaio 1947) è un giocatore di curling italiano.
Boschet Vittorino ha fatto parte della nazionale italiana di curling con il ruolo di 'skip' ed ha partecipato a due campionati europei: Lillehammer 1990 dove la nazionale italiana si piazzò al 13º posto e Chamonix 1991, 14º posto.
Nel 1991 con il Curling Club Canadà vince il campionato italiano assoluto di curling.